# Drunken Sailor
Drunken Sailor is een Engels lied van de Belgische artiest Ferre Grignard uit 1966.
Het nummer is gebaseerd op het shantylied What Shall We Do With The Drunken Sailor. Het nummer bereikte een zestiende plaats in de Belgische top 30 waarin het vier weken verbleef.
Het nummer verscheen in België als B-kant van de single Hash bamboo shuffle 1702.
In 2014 bracht de tributeband Hash bamboo shuffle een garagerock-achtige versie uit.

## Meewerkende artiesten
- Producer:
- Muzikanten:
  - Emilius Fingertips (wasbord)
  - Ferre Grignard (elektrische gitaar, folkgitaar, gitaar, zang)
  - George Smits (gitaar, mondharmonica)
  - Johan Koopmans (contrabas)